# Аданский метрополитен
Аданский метрополитен (тур. Adana metrosu) — система лёгкого метро в городе Адана, Турция. Строительство началось в 1996 году. К настоящему времени открыто 13 станций на участке длиной 13,5 километров. Бо́льшая часть линии проходит по эстакадам.

## Хронология
- 1988 — начало проектирования;
- 1996 — начало строительства;
- 2000 — приостановление финансирования;
- 2006 — возобновление строительства;
- 2009 — запуск первого участка с восемью станциями протяжённостью 8,5 км.

## Основные характеристики
Электропитание осуществляется по воздушной линии от 1500 В постоянного тока. Максимальная скорость движения поездов 80 км/ч. Проезд оплачивается смарт-картами.